# 措岑湖 (萊茵斯貝格)
53°9′30″N 12°51′0″E / 53.15833°N 12.85000°E

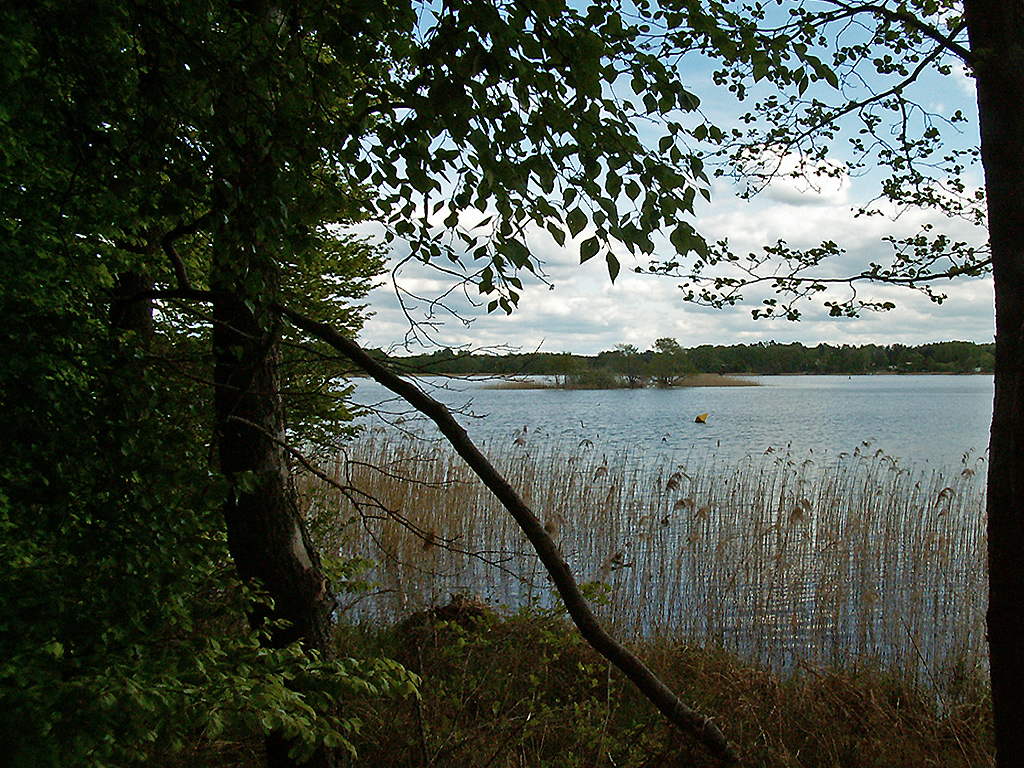

措岑湖（德語：Zootzensee），是德國的湖泊，位於該國西南部，由勃蘭登堡州負責管轄，處於萊茵斯貝格，距離首都柏林80公里，面積1.7平方公里，最大水深21米。